# Bob Kerrey
Joseph Robert "Bob" Kerrey (ur. 27 sierpnia 1943 w Lincoln, Nebraska) – amerykański polityk ze stanu Nebraska, członek Partii Demokratycznej. W latach 1983–1987 był gubernatorem stanu Nebraska, a w latach 1989–2001 reprezentował go w Senacie Stanów Zjednoczonych.